# Ėglise Saint-Côme, Saint-Damien, Saint-Florentin de Brémur-et-Vaurois
L'église Saint-Côme, Saint-Damien, Saint-Florentin de Brémur-et-Vaurois est une église néo-romane du XIXe siècle située à Brémur-et-Vaurois, en Côte-d'Or (Bourgogne-Franche-Comté)

## Localisation
L'église se situe sur un éperon rocheux rue de l'église à Brémur-et-Vaurois, en Côte-d'Or (Bourgogne-Franche-Comté) où elle côtoie la mairie-école du XIXe siècle.

## Histoire
Selon une chronique locale, saint Florentin décapité en 457 à Semond par Chrocus, roi des Vandales, ramassa sa tête pour la porter jusqu'au château de Brémur. 
En 855, Aurélien, abbé de Sainte-Marie d'Ainay obtient de Jonas, évêque d'Autun le transfert des restes du martyr à Lyon, la tête restant à Brémur. Cette relique, aujourd'hui disparue, fut longtemps conservée dans un buste-reliquaire de l'ancienne église.
En 865 ou 875, l’abbé Aurélien de Sainte-Marie d'Ainay permet que « des reliques sont envoyées à l'Abbaye de Bonneval, au diocèse de Chartres ».
Vers 980 les comtesses de Chartres et du Perche, de retour de pèlerinage de Rome, s'arrêtent à Brémur pour y faire construire une chapelle "au château de Saint-Florentin".
Le devis de reconstruction de l'église actuelle, établi en 1827, mentionne une ancienne église du XIIIe siècle alors en partie ruinée dans l'enceinte de l'ancien château fort en haut du village de Brémur. Démolie par la municipalité en 1832 pour en revendre le terrain, il n'en reste que quelques vestiges conservés par des particuliers : un tympan, un chapiteau, un culot et un bloc de pierre sculpté.
L'église actuelle est construite en 1829 sur un éperon rocheux entre les deux villages par Simon Tridon, architecte du châtillonnais.

## Architecture
L'église est de plan allongé à nef unique en voûte d'arêtes avec chevet en cul-de-four. Le toit à longs pans est couvert de tuiles plates. Les murs sont en moellons calcaires et revêtement. Est présent un escalier tournant dans l'œuvre. Le clocher carré et massif avec flèche polygonale domine la façade ouest. La surélévation du chœur et de la nef rendue nécessaire pour compenser la pente du terrain assure la bonne conservation au bâtiment qui ne souffre que de l'humidité due au mauvais état des vitraux.

## Mobilier
Le clocher abrite deux cloches livrées en 1871 par Prosper Rosier-Martin, fondeur à Vrécourt. Marguerite, la plus grosse, pèse 1.120 kg pour 125 cm de diamètre  et Charles-Luce, la plus petite 580 pour moins d'un mètre.
L'intérieur, très simple et éclairé par quelques beaux vitraux, renferme une statuaire remarquable provenant de l'ancienne église et/ou des abbayes locales détruites à la Révolution : saint Thibault (XVe), buste-reliquaire de saint Florentin (XVIe), saint Michel terrassant le démon (XVIe), glorification de la Vierge (XVIIe), éducation de la Vierge (XVIIIe), Vierge à l'Enfant (XVIIIe), saint Côme et saint Damien (XVIIIe).